# Елица Поповска
Елица Поповска-Шаревска (на македонска литературна норма: Елица Поповска-Шаревска) е видна северномакедонска балерина, една от първото поколение балерини в Северна Македония.

## Биография
Родена е на 7 януари 1937 година в Дебър, тогава в Кралство Югославия, днес Северна Македония. Завършва Балетното училище в Скопие, където е в класа на Георги Македонски и Нина Кирсанова.
При сформирането на първата балетна трупа в Македонската опера и балет към Македонския народен театър в Скопие, чийто първи балетен солист е видният хореограф, преподавател и балетист Георги Македонски, Поповска е поканена за балерина в трупата. По това време и след това Елица Поповска е сред балерините, които играят огромна роля в зараждането и развитието на балета в Република Македония. Работи в Македонския народен театър от 1949 до 1976 година като член на ансамбъла, солистка и примабалерина.
Като изтъкната балерина Поповска изнася представления на множество сцени из републиките в Югославия. Сред по-известните и роли са Балерина в „Петрушка“, Китри от „Дон Кихот“, Жизел от „Жизел“ и други.
Умира на 26 септември 1992 година в Скопие.